# Premsa femenina
La premsa per a dones, també anomenada premsa femenina, presenta algunes constants estructurals i de continguts, de les quals les més destacades en són dues: van adreçades a un públic majoritàriament femení i centren el seu discurs en el que s'ha anomenat "àmbit privat", en clara oposició a l'àmbit públic", en el qual es basa la premsa d'informació general.
Existeix una confusió, d'altra banda força habitual, entre revistes per a dones i revistes del cor, l'eix de les quals és el voyeurisme. Aquesta confusió entre premsa femenina i premsa del cor, està motivada en el fet que el perfil majoritari de comprador/lector de les capçaleres en tots dos casos es correspon a una dona. Aquest fet no ha de sorprendre tenint en compte que tant la premsa femenina com la premsa del cor presenten els continguts prenent com a referència l'àmbit d'allò privat, que com hem comentat anteriorment, està tradicionalment lligat al sexe femení. Els continguts habituals canvien en funció del tipus de premsa, però el teló de fons és el mateix.
L'eix de continguts de la premsa femenina es construeix sobre la base del trinomi bellesa - llar - amor.